# Ugo Riccarelli
Ugo Riccarelli (* 3. Dezember 1954 in Cirié; † 21. Juli 2013 in Rom) war ein italienischer Schriftsteller.

## Leben
Riccarelli studierte Philosophie in Turin und arbeitete anschließend in der Biblioteca Palazzo Pretorio sowie als Regieassistent und Journalist in Pisa. 1995 erschien sein Erstlingswerk Le scarpe appese al cuore, daneben verfasste Riccarelli Lyrik. 2004 gewann er den bedeutenden italienischen Literaturpreis Premio Strega für sein Werk Il dolore perfetto. In Deutschland wurde er bekannt durch seinen Bruno-Schulz-Roman Un uomo che forse si chiamava Schulz (1998) (dt. Ein Mann, der vielleicht Schulz hieß, 1999). 2004 erschien sein Erzählband Fausto Coppis Engel auf Deutsch, im Jahr 2006 erschien Der vollkommene Schmerz (Übersetzung von Il dolore perfetto) und 2009 Der Zauberer (Un mare di nulla). 2013 wurde L'amore graffia il mondo mit dem Premio Campiello ausgezeichnet.
Riccarelli war verheiratet, Vater einer Tochter sowie Stiefvater zweier weiterer Kinder aus der ersten Ehe seiner Frau. Riccarelli lebte in Rom.

## Veröffentlichungen (Auswahl)
- 2004: Il dolore perfetto, Mondadori, Mailand.
  - deutsch von Karin Krieger: Der vollkommene Schmerz, Roman. Zsolnay Verlag, Wien 2006; dtv-Taschenbuch, München 2008, ISBN 978-3-423-13681-5.
- 2009: Comallamore. Mondadori, Mailand 2009, ISBN 978-88-04-58533-6.
  - 2013: Die Residenz des Doktor Rattazzi. Zsolnay, Wien 2013, ISBN 978-3-552-05599-5.